# فدراسیون بین‌المللی سوارکاری
فدراسیون جهانی سوارکاری (انگلیسی: International Federation for Equestrian Sports) نهاد اداره‌کننده مسابقات سوارکاری در سطح جهان است.
این سازمان در سال ۱۹۲۱ تأسیس شده و مقر آن لوزان، سوئیس است.

## تاریخچه
در سال ۱۹۲۱ فدراسیون جهانی سوارکاری با عضویت کشورهای بلژیک، دانمارک، فرانسه، ایتالیا، ژاپن، نروژ، سوئد و ایالات متحده آمریکا تأسیس شد، هم‌اکنون ۱۳۴ کشور در این فدراسیون عضویت دارند.
| سال  | تعداد اعضا |
| ---- | ---------- |
| ۱۹۲۱ | ۸          |
| ۱۹۲۸ | ۲۱         |
| ۱۹۳۸ | ۳۱         |
| ۱۹۶۰ | ۴۸         |
| ۱۹۷۰ | ۵۴         |
| ۱۹۷۵ | ۶۲         |
| ۱۹۸۶ | ۸۱         |
| ۲۰۱۴ | ۱۳۲        |
| ۲۰۱۵ | ۱۳۳        |
| ۲۰۱۶ | ۱۳۴        |